# Panela

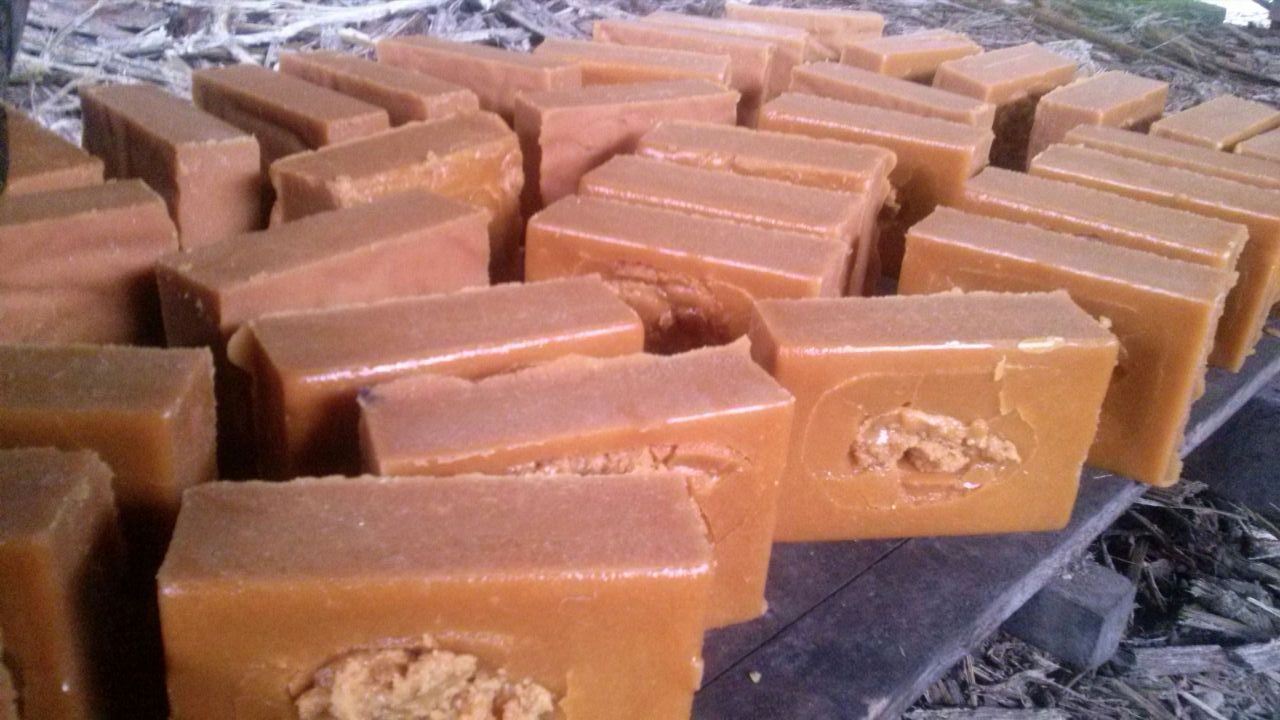
Blocchi di panela colombiana

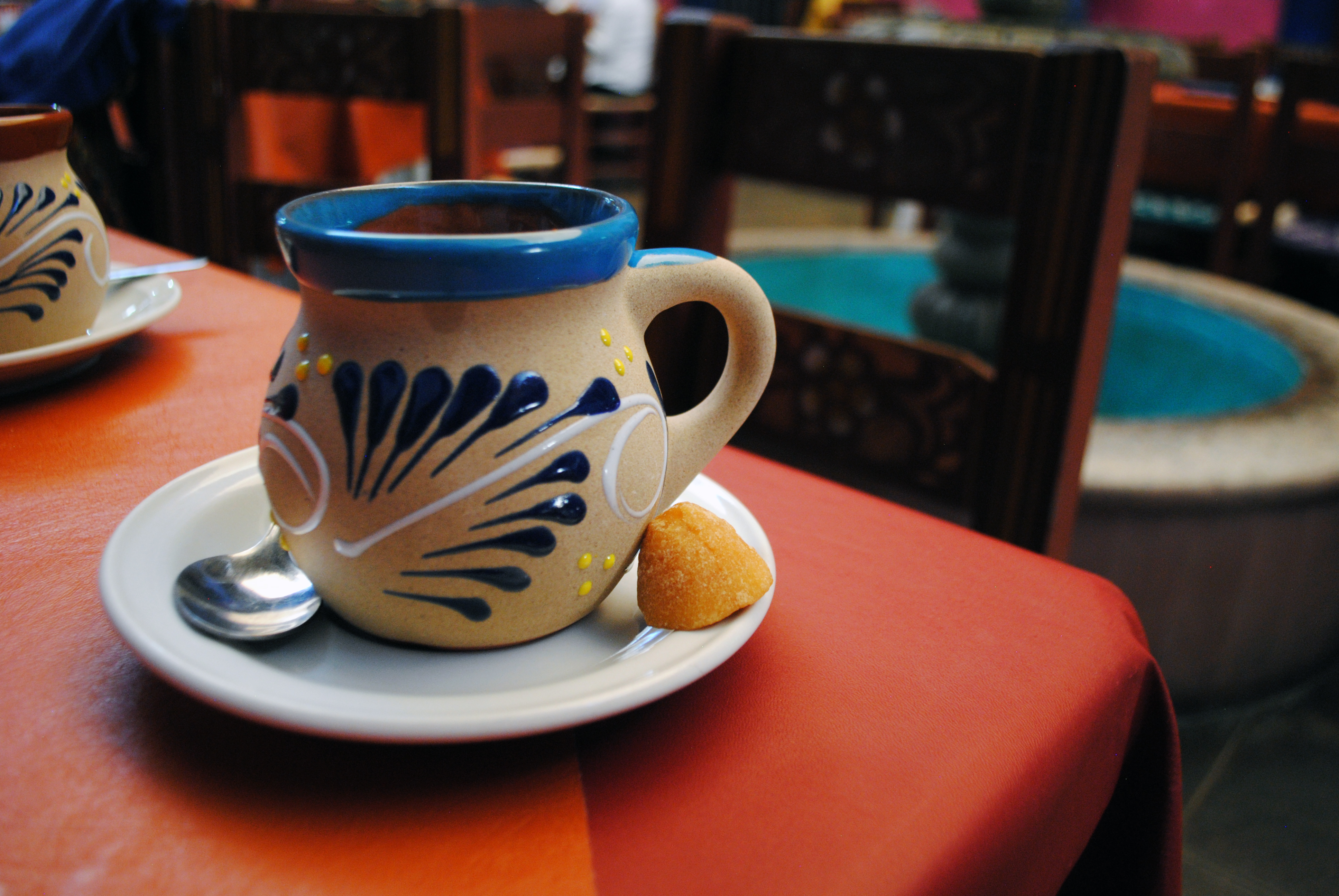
Café de olla messicano servito con una zolletta di panela.

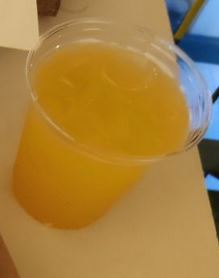
Succo di papelón con limone

La panela (nota anche, nei vari idiomi latinoamericani, con i nomi di atado dulce, chancaca, empanizao, panocha, papelón, piloncillo, rapadura o raspadura) è un preparato alimentare ottenuto dal succo della canna da zucchero (il cosiddetto guarapo), sottoposto a ebollizione a temperature elevate ed evaporazione; se ne ricava una melassa viscosa che viene poi versata in piccoli stampi (generalmente rettangolari, ma talvolta anche tondeggianti) in cui la si lascia essiccare. Il risultato sono delle zollette solide di saccarosio e fruttosio, contenenti anche calcio, ferro, fosforo e acido ascorbico. In altre parole, si tratta di zucchero di canna non raffinato (che conserva quindi tutte le sostanze originarie), del tipo zucchero marrone.

## Descrizione
Derrata alimentare tipica dei paesi dell'America Latina, dove viene utilizzata sia direttamente come cibo che come dolcificante, la panela ha anche proprietà terapeutiche (trattamenti della pelle, contro le infezioni o i raffreddori). Il maggior produttore mondiale è la Colombia, ma è particolarmente diffusa anche in Ecuador, Guatemala, Messico, Panama, Perù, Cile, Venezuela e Bolivia. In India e Pakistan vi sono alimenti simili: lo jaggery e il gur.

## Nomi regionali
- Raspadura a Cuba, Panama e Ecuador
- Rapadou ad Haiti
- Dulce de panela a El Salvador
- Panela in Colombia, Venezuela e Ecuador
- Rapadura a Cuba, Panama, Brasile, Paraguay,e Repubblica Dominicana
- Chancaca in Perù, Bolivia e Cile
- Tapa de dulce  in Costa Rica e Nicaragua
- Papelón in Venezuela
- Gur o Jaggery o Vellam o Bella (ಬೆಲ್ಲ) in India
- Gura in Afghanistan
- Piloncillo ("piccolo pylon", così chiamato per la forma a cono)  in Messico e Spagna[5]
- Nam oy in Laos